# SIS-Gebäude
Das SIS-Gebäude, auch MI6-Gebäude oder Vauxhall Cross genannt, beherbergt das Hauptquartier des Secret Intelligence Service (SIS, MI6), des Auslandsgeheimdienstes des Vereinigten Königreichs. Es befindet sich im Londoner Stadtteil Vauxhall, am Ufer der Themse neben der Vauxhall Bridge. Das Gebäude ist seit 1994 das Hauptquartier des SIS.

## Geschichte

### Gründe für den Neubau
Über das Century House, wo der SIS vorher seinen Sitz hatte, berichtete der Daily Telegraph, es sei „Londons am schlechtesten gehütetes Geheimnis, das nur jedem Taxifahrer, Reiseführer und KGB-Agenten bekannt sei“. Das Century House wurde in einem Bericht des National Audit Office (NAO) aus dem Jahr 1985 als „unwiderruflich unsicher“ beschrieben. Sicherheitsbedenken in Kombination mit der verbleibenden kurzen Pachtdauer und den Kosten für die Modernisierung des Gebäudes waren wichtige Faktoren für den Umzug in ein neues Hauptquartier.

### Planung und Bau
An der Stelle, an der das neue SIS-Hauptquartier errichtet wurde, befanden sich im 19. Jahrhundert die Vauxhall Gardens. Nach dem Abriss der Vergnügungsgärten in den 1850er Jahren wurden auf dem Gelände später mehrere Industriegebäude errichtet, darunter eine Glasfabrik, eine Essigfabrik und eine Ginbrennerei. Bei archäologischen Ausgrabungen des Geländes während des Baus wurden Überreste von Glasöfen aus dem 17. Jahrhundert sowie Lastkahnhäuser und ein Gasthaus namens The Vine gefunden. Es wurden auch Hinweise auf eine Flussmauer auf dem Gelände gefunden.
1983 wurde das Gelände vom Immobilienentwickler Regalian Properties gekauft. Der Architekt Terry Farrell gewann einen Wettbewerb zur Entwicklung des Geländes, wobei Farrells ursprünglicher Vorschlag ein städtisches Dorf (Urban village) war. Anschließend wurde für den Standort ein Plan von Bürogebäuden entwickelt, deren Nutzer eine Regierungsbehörde war. Farrells Entwurf für das Gebäude wurde von der industriellen Architektur der Moderne der 1930er Jahre wie den Kraftwerken Bankside und Battersea sowie den Tempeln der Maya und Azteken beeinflusst. Ebenso erinnert die Bauform an die einer mesopotamischen Zikkurat.

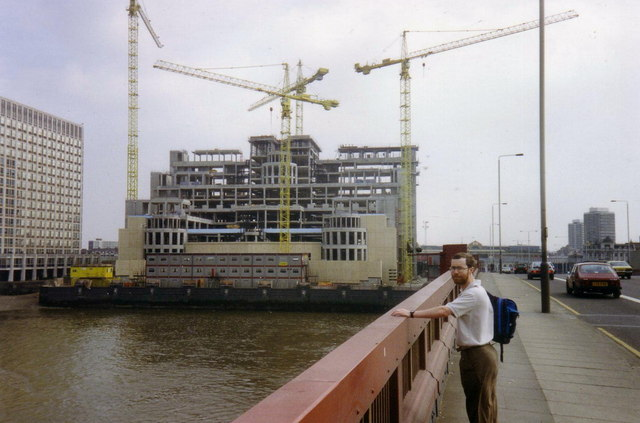
Das SIS-Gebäude im Bau (1991)

Regalian wandte sich 1987 an die Regierung, um deren Interesse an dem geplanten Gebäude zu prüfen. 1988 genehmigte Premierministerin Margaret Thatcher den Kauf des projektierten Gebäudes für das SIS, das für die Nutzung maßgefertigt wurde. Wurden die reinen Baukosten zunächst mit 125 Millionen Pfund Sterling angegeben, bezifferte das NAO die endgültigen Kosten auf 135,05 Millionen Pfund Sterling für den Grundstückserwerb und das Grundgebäude bzw. 152,6 Millionen Pfund Sterling einschließlich der besonderen Anforderungen des Dienstes. So wurde in das Betontragwerk ein Faradayscher Käfig eingebaut, ein Metallgitter, das als elektromagnetische Abschirmung von innen und außen dient.
Gerüchten zufolge soll es auf dem Gelände auch einen Tunnel unter der Themse vom Gebäude nach Whitehall geben.
Durch die vielen Ebenen des Gebäudes entstanden 60 separate Dachbereiche. Es besteht aus drei Hauptblöcken mit neun Etagen, die in der Höhe stufenweise zurücktreten. In dem Bauwerk wurden 25 verschiedene Glasarten verwendet, wobei 12.000 m² Glas und Aluminium verbaut wurden. Die Fenster im SIS-Gebäude sind aus Sicherheitsgründen dreifach verglast. Aufgrund der sensiblen Arbeit des MI6 liegen große Teile des Gebäudes unterhalb des Straßenniveaus und zahlreiche unterirdische Korridore dienen dem Gebäude. Zu den Annehmlichkeiten für das Personal gehören eine Sporthalle, ein Fitnessstudio, ein Aerobic-Studio, ein Squashplatz und ein Restaurant. Das Gebäude verfügt außerdem über zwei Wassergräben zum Schutz.
Eine Vorgabe war der Bau einer landschaftsartig gestalteten Front zum Flussufer und eine Uferpromenade.
Das Gebäude wurde im April 1994 fertiggestellt und am 14. Juli 1994 von Königin Elizabeth II. in Begleitung von Prinz Philip, Herzog von Edinburgh, offiziell eröffnet.

### Jüngste Geschichte

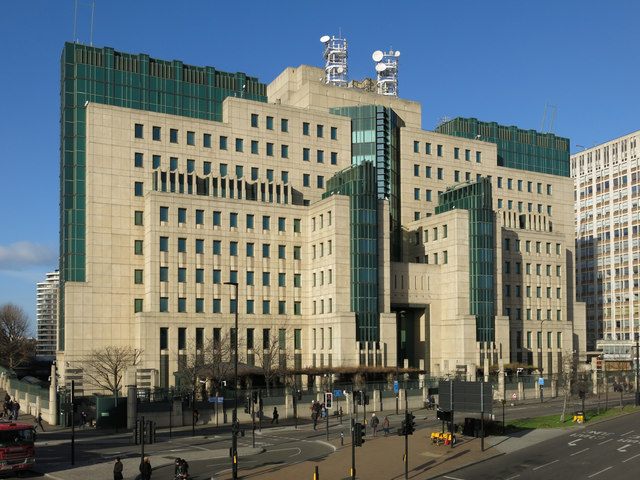
Ansicht vom Albert Embankment im Jahr 2018

Im September 2000 wurde das Gebäude mit einer in Russland gebauten Panzerabwehrrakete RPG-22 angegriffen, die oberflächliche Schäden verursachte. Die Täter wurden nicht gefasst. Die Metropolitan Police hat den weggeworfenen Raketenwerfer im Spring Gardens Park in Vauxhall geborgen und außerdem Reste der Rakete gefunden, die gegen ein Fenster im achten Stock geprallt und explodiert war. Es wurde vermutet, dass dissidente irische Republikaner hinter dem Angriff steckten. Der Journalist Alan Judd schrieb nach dem Angriff im Daily Telegraph und verwies auf Kritiker, die sich eine weniger sichtbare Präsenz des SIS wünschten. Er schrieb: „Beide Seiten der Whitehall-Debatte könnten nun durch den Raketenangriff Rechtfertigung für sich beanspruchen: Einerseits macht das Profil des Gebäudes es zu einem offensichtlichen Ziel. Andererseits hat sich gezeigt, dass ein Hauptquartier mit teurem Sicherheitsschutz notwendig ist.“
Am 1. Juni 2007 wurden Gebäude und Gelände als Schutzgebiet im Sinne von Abschnitt 128 des „Gesetzes über schwere organisierte Kriminalität und Polizei“ von 2005 ausgewiesen, mit der Folge, dass das unbefugte Betreten des Geländes eine Straftat darstellt.
Im August 2010 wurden zwei Männer aus Nordwales verhaftet, nachdem im Postabfertigungszentrum des SIS-Gebäudes eine Paketbombe gefunden wurde.
Die Königin besuchte Vauxhall Cross zum zweiten Mal im Februar 2006 und Charles, Prinz von Wales, besuchte es im Juli 2008. Im Juni 2013 besuchte Prinz Harry Vauxhall Cross und wurde vom Personal über geheimdienstliche Erkenntnisse informiert. Während der Bootsparade Thames Diamond Jubilee Pageant, Teil der Feierlichkeiten zum diamantenen Thronjubiläum von Elisabeth II. im Jahr 2012, spielte das London Philharmonic Orchestra das „James Bond Theme“, als es am Gebäude vorbeikam. Der Daily Telegraph schrieb: „Sogar der MI6 hat es gerade noch geschafft, sich der Party anzuschließen. Sein Hauptquartier in Vauxhall war mit ein paar diskreten Reihen von Wimpeln versehen. Aber seine Balkone blieben leer.“
Das Gebäude wurde 2013 mit rosa Lichtern beleuchtet, um auf die Kampagne gegen Brustkrebs aufmerksam zu machen. Im Januar 2013 wurde das Gebäude nach dem Absturz des Vauxhall-Hubschraubers kurzzeitig in Alarmbereitschaft versetzt.

## Kulturelle Rezeption

### Architekturkritik

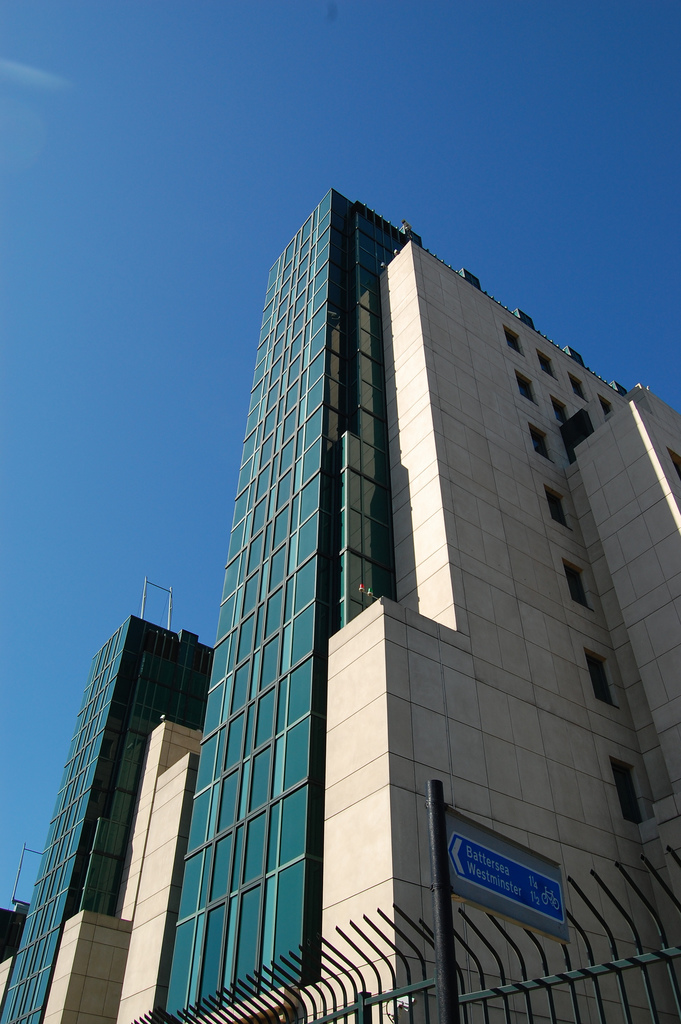
Detailansicht der Vauxhall Bridgefoot-Seite

Das SIS-Gebäude wurde 1992 von Deyan Sudjic im Guardian positiv bewertet; er beschrieb es als „Epitaph für die Architektur der achtziger Jahre“. Sudjic schrieb: „Es handelt sich um einen Entwurf, der in seiner klassischen Komposition hohe Ernsthaftigkeit mit einem möglicherweise unwissenden Sinn für Humor verbindet. Das Gebäude könnte gleichermaßen plausibel als Maya-Tempel oder als Stück klirrender Art-Deco-Maschinerie interpretiert werden“, und fügte hinzu, das Beeindruckendste an Farrells Entwurf sei die Art und Weise, wie er sich nicht „auf eine einzige Idee beschränkte“, da das Gebäude „wächst und sich entwickelt, während man sich darin bewegt“.

„Manche halten dieses Gebäude für Farrells kontrolliertestes und ausgereiftestes Gebäude – gewiss eine reichhaltige Kost, aber keine Kakophonie rhetorischer Züge und auch nicht ohne die unbefangene Virtuosität, die erheben und begeistern kann. Aber für den Geschmack vieler ist es zweifellos zu sehr Gotham City. Farrells zahlreiche Kritiker und Gegner ... würden es einen Albtraum nennen: eine Geheimdienstfestung, bereitgestellt von einem privaten Spekulanten, entworfen von einem bekennenden Populisten und an einem prominenten Flussstandort gelegen. Zweifellos handelt es sich um ein bizarres Phänomen.“

Feargus O’Sullivan wiederum zitierte den Spitznamen „Ceaușescu Towers“ für das Gebäude, der sich auf die Architektur des sozialistischen Rumäniens bezog, und verspottete das gesamte Viertel der neu errichteten Gebäude in Vauxhall als „Dubai-on-Thames“ (Dubai an der Themse).

### James-Bond-Filme
Vauxhall Cross spielte in mehreren neueren James-Bond-Filmen eine Rolle und wird dort als Heimatbasis der fiktiven 00-Sektion und der dazugehörigen Q-Filiale dargestellt. Das Gebäude wurde erstmals 1995 in James Bond 007 – GoldenEye vorgestellt und in James Bond 007 – Die Welt ist nicht genug (1999), James Bond 007: Skyfall (2012) und James Bond 007: Spectre (2015) als angegriffen dargestellt. Für Skyfall wurde in den Pinewood Studios ein 15 Meter hohes Modell des Gebäudes gebaut. Eine besondere Premiere von „Skyfall“ fand im Vauxhall Cross für MI6-Mitarbeiter statt, die jubelten, als ihr Hauptquartier im Film angegriffen wurde. Die Dreharbeiten für den 24. Bond-Film „Spectre“ fanden im Mai 2015 an der Themse in der Nähe von Vauxhall Cross statt, wobei der fiktive kontrollierte Abriss des Gebäudes eine Schlüsselrolle in der Schlusssequenz des Films spielte.